# Iriona
Iriona è un comune dell'Honduras facente parte del dipartimento di Colón.
Il comune è stato istituito nel 1892 con parte del territorio del comune di Trujillo.